# Le Dilemme du docteur (film)
Pour plus de détails, voir Fiche technique et Distribution.
Le Dilemme du docteur (The Doctor's Dilemma) est un film britannique d'Anthony Asquith, sorti en 1958.

## Synopsis
À la fin de l'époque victorienne à Londres, l'artiste-peintre Louis Dubedat est atteint de la tuberculose. Sa femme Jennifer, follement amoureuse d'un mari qu'elle idéalise, ne peut se résoudre à le voir disparaître. Elle va demander à l'éminent spécialiste Sir Colenso Ridgeon de tenter le tout pour le tout afin de le sauver. Le docteur a tellement de patients qu'il ne peut traiter en priorité que certains cas extrêmes et Jennifer le convainc (en même temps qu'il est séduit par son charme) en lui présentant des œuvres de son mari en qui le docteur reconnaît un grand artiste. Mais en prenant Louis en charge, le docteur et son équipe découvrent que l'artiste est doublé d'un escroc qui est, de surcroît, bigame, marié à une autre femme qu'il a abandonnée. Le docteur est confronté à un dilemme, entravé, en plus, par les sentiments qu'il éprouve pour Jennifer : soit  laisser l'artiste s'éteindre en préservant les illusions de Jennifer, soit tenter de le sauver en dévoilant à celle-ci la bigamie et les autres travers de son mari.

## Fiche technique
- Titre original : The Doctor's Dilemma
- Titre français : Le Dilemme du docteur
- Titre alternatif francophone : Le Sang des tropiques
- Réalisation : Anthony Asquith
- Scénario : Anatole de Grunwald d'après la pièce de théâtre de George Bernard Shaw Le Dilemme du docteur (Londres, 1906)
- Direction artistique : Paul Sheriff
- Décors : Terence Morgan
- Costumes : Cecil Beaton
- Photographie : Robert Krasker
- Son : Ben Brightwell, A.W. Watkins
- Montage : Gordon Hales
- Musique : Joseph Kosma
- Production : Anatole de Grunwald
- Production associée : Pierre Rouve
- Sociétés de production : Comet Films Productions (De Grunwald Productions, Royaume-Uni), MGM Royaume-Uni
- Société de distribution : MGM
- Pays d’origine :  Royaume-Uni
- Tournage : 
  - Langue : anglais
  - Intérieurs : Studios d'Elstree à Borehamwood (Royaume-Uni)
- Format : couleur (Metrocolor) — 35 mm — 1.66:1 — monophonique
- Genre : comédie dramatique
- Durée : 99 minutes
- Dates de sortie : 
  - États-Unis : 17 décembre 1958
  - Royaume-Uni : 28 mai 1959

## Distribution
- Dirk Bogarde : Louis Dubedat
- Leslie Caron : Jennifer Dubedat
- Alastair Sim : Cutler Walpole
- Robert Morley : Sir Ralph Bloomfield-Bonington
- John Robinson : Sir Colenso Ridgeon
- Felix Aylmer : Sir Patrick Cullen
- Michael Gwynn : le docteur Blenkinsop
- Maureen Delany : Emmy
- Alec McCowen : Redpenny
- Colin Gordon
- Gwenda Ewen : Minnie
- Terence Alexander : Mr. Lanchester
- Peter Sallis : Secrétaire de la galerie d'art
- Clifford Buckton : Le boucher

## Réception critique
- The New York Times[2],[3] : « Les détails picturaux sont beaux. De Grunwald, le producteur, a merveilleusement reconstitué l'atmosphère victorienne et les magnifiques costumes colorés. Paradoxalement, lors des scènes dans l'atelier de l'artiste incarné par Dirk Bogarde, le décor est plus captivant que l'action. […] Cependant, M. Bogarde est brillant dans sa scène majeure du discours sur la moralité. […] Et Leslie Caron est tout à fait séduisante malgré son rôle d'épouse immature. Bien que confus, Le Dilemme du docteur vaut d'être vu pour son casting. »
- Variety[4],[3] : « L'esprit rigoureux de George Bernard Shaw demeure dans ce film, mais la pièce créée en 1906, avec ses affrontements entre différentes écoles médicales londoniennes, a beaucoup perdu de son impact. Le Dilemme reste cependant une version cinématographique intéressante d'une pièce hors d'âge. […] Dirk Bogarde est convaincant en jeune artiste égoïste, plus particulièrement lors de la scène finale très théâtrale de son agonie. Leslie Caron incarne bien l'épouse aveuglément dévouée à son mari sans toutefois être assez forte pour se mesurer aux cyniques docteurs interprétés de façon caricaturale. »

## Autour du film
- Leslie Caron[5] : « Dirk Bogarde était un acteur au jeu subtil, attentif aux signaux les plus imperceptibles : lui renvoyer la balle était un grand plaisir. […] J'avais demandé que ce soit Cecil Beaton qui dessine les costumes. Notre collaboration fut une fois encore extrêmement harmonieuse[6]. Jennifer, mon personnage, à la fois épouse et modèle du peintre Louis Dubedat (Dirk Bogarde), devait, selon l'idée que je m'en faisais, s'habiller avec la sorte d'audace masculine habituelle aux mannequins. Beaton prétendit me donner raison. En fait, il n'en fit qu'à sa tête, et les costumes sont du plus pur préraphaélite. Les coiffures, en revanche, sont de moi et je pense que je l'ai bien servi. […] Désirant apporter une note sensuelle à une scène entre le mari et la femme (Shaw est très cérébral, il faut bien l'avouer), j'avais tenté d'expliquer à Cecil que le couple venait de faire l'amour dans l'espoir qu'il dessinerait quelque chose d'un peu plus déshabillé. Après m'avoir écouté d'une oreille attentive, il s'était écrié : Oui, je vois ! Nous pourrons retrousser les manches de la robe ! »